# اسردنووو
اسردنووو (به بلغاری: Srednevo) روستایی در بلغارستان است که در شهرستان چرنوچن واقع شده‌است. اسردنووو ۲٫۰۴۴ کیلومتر مربع مساحت و ۲۱۳ نفر جمعیت دارد.